# Obywatel Kane
Obywatel Kane (ang. Citizen Kane) – amerykański film fabularny z 1941 w reżyserii Orsona Wellesa.
Często uważany za najlepszy film w historii kina, szczególnie chwalony za nowatorski sposób realizacji, innowacyjność w zakresie struktury nieliniowej narracji, montażu (w tym tzw. montażu wewnątrzkadrowego) i zdjęć. Film był debiutem reżyserskim 25-letniego Orsona Wellesa, który był współscenarzystą i producentem oraz zagrał także rolę tytułową. Nominowany do Oscarów w dziewięciu kategoriach, otrzymał statuetkę za najlepszy scenariusz oryginalny.
Jest przykładem film à clef, czyli przedstawia prawdziwą historię za fasadą fikcyjnego scenariusza, używając zmienionych nazwisk. Opowiada on o życiu i spuściźnie Charlesa Fostera Kane’a, magnata prasowego, którego pierwowzór stanowi William Randolph Hearst. Welles użył także kilku wątków autobiograficznych oraz elementów biografii multimilionera Harolda McCormicka, niezwykle aktywnego w promocji swojej drugiej żony, Ganny Walskiej, śpiewaczki operowej, zdaniem wielu pozbawionej talentu. W filmie można ją zidentyfikować jako Susan. W czasie, gdy film wchodził do kin, żadna z ponad dwudziestu gazet, które posiadał Hearst, nie wspomniała o nim ani słowem.
Welles dotychczasową sławę zawdzięczał głównie działalności teatralnej i pracy w radiu. Szczególnie chwalony był za słuchowisko Wojna światów, które uważane jest za najlepiej przygotowaną produkcję radiową w dziejach. Podpisał kontrakt z wytwórnią RKO Pictures w 1939. Co niezwykłe, zwłaszcza dla początkującego reżysera, otrzymał pełną swobodę w doborze tematu filmu, obsady aktorskiej i swoich współpracowników. Dostał także prawo decydowania o końcowym kształcie filmu (ang. final cut privilege). Po dwóch nieudanych próbach napisania scenariusza, przygotował go razem z Hermanem J. Mankiewiczem. Film nakręcono w 1940, a premierę miał 1 maja 1941. Polska premiera odbyła się w 1949 roku, a dystrybutorem było Przedsiębiorstwo Państwowe Film Polski.
Uznany za sukces przez krytyków, film został jednak chłodno przyjęty przez widzów. Szybko zniknął z obrotu kinowego. Nie został doceniony przez amerykańską publiczność zapewne dlatego, że nigdy wcześniej nie opowiadano filmów wstecz, tj. od śmierci bohatera do wydarzeń wcześniejszych. Został doceniony, gdy dotarł w 1947 na ekrany europejskie, a sławę zdobył w latach pięćdziesiątych, głównie dzięki francuskim krytykom z wpływowego czasopisma Cahiers du cinéma i ponownemu wprowadzeniu filmu na rynek amerykański w 1956. Półoficjalny kompromis wśród krytyków filmowych doprowadził do tego, że Roger Ebert stwierdził, że Obywatel Kane to „oficjalnie najlepszy film świata”.
W 1989 roku film został jednym z pierwszych 25 filmów wprowadzonych do Narodowego Rejestru Filmowego Stanów Zjednoczonych jako „znaczących kulturowo, historycznie bądź estetycznie”, a w 1995 roku, z okazji stulecia narodzin kina, znalazł się na watykańskiej liście 45 filmów fabularnych, które propagują szczególne wartości religijne, moralne lub artystyczne.

## Fabuła

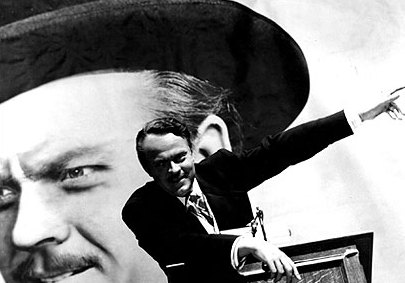
Orson Welles jako Charles Foster Kane

Fabuła to historia kariery potężnego magnata prasowego Charlesa Fostera Kane’a. Po jego śmierci reporter Jerry Thompson podejmuje próbę wyjaśnienia znaczenia słowa Różyczka (ang. Rosebud), wypowiedzianego przez Kane’a w chwili śmierci. Dziennikarz, poprzez serię rozmów z ludźmi z otoczenia swojego bohatera odkrywa powoli, jak skomplikowaną osobowością był ten enigmatyczny i na pozór pozbawiony skrupułów w robieniu kariery człowiek. Przez ostatnie lata życia mieszkał w rezydencji Xanadu, opatrzonej ogromnym napisem „Zakaz wstępu” (ang. No trespassing). Opowiadana głównie w formie retrospekcji historia podąża za dziennikarskim śledztwem. Widzimy, jak Kane rozpoczyna karierę w świecie prasy; chce dostarczać wiadomości rzetelnych, służących społeczeństwu, ale z czasem przemienia się w żądnego władzy i wpływów bogacza. Thompsonowi nie udaje się rozwikłać zagadki słowa Różyczka, ale pod koniec filmu wśród płonących resztek majątku Kane’a można dostrzec płonące dziecięce sanki, na których widnieje ten enigmatyczny napis. Ostatnie słowa Kane’a są więc nawiązaniem do jego dzieciństwa, które było prawdopodobnie najszczęśliwszym okresem jego życia.

## Obsada i bohaterowie
- Orson Welles jako Charles Foster Kane: tytułowy Obywatel Kane, bogaty magnat prasowy, którego życie jest głównym tematem filmu.
- William Alland jako Jerry Thompson: dziennikarz, którego zadaniem jest rozszyfrowanie ostatnich słów Kane’a. W filmie ukazuje się tylko w cieniu bądź tyłem do kamery.
- Joseph Cotten jako Jedediah Leland: najlepszy przyjaciel Kane’a i jego pierwszy współpracownik. Leland pracuje z nim przez cały okres rozwoju jego imperium, ale z czasem oddalają się od siebie. Kane zwalnia go, gdy ten w recenzji krytycznie odnosi się do operowego debiutu Susan Alexander.
- Everett Sloane jako pan Bernstein: lojalny przyjaciel i pracownik Kane’a.
- Ray Collins jako Jim W. Gettys: rywal polityczny Kane’a zajmujący stanowisko burmistrza Nowego Jorku. Kane wydaje się być faworytem kolejnych wyborów, ale Gettys ujawnia szczegóły jego związku z Susan Alexander, niszcząc tym samym popularność kontrkandydata.
- George Coulouris jako Walter Parks Thatcher: skromny bankier, który zostaje prawnikiem Kane’a.
- Agnes Moorehead jako Mary Kane: matka głównego bohatera.
- Harry Shannon jako Jim Kane: ojciec.
- Ruth Warrick jako Emily Monroe Norton Kane: pierwsza żona Kane’a, siostrzenica prezydenta.
- Dorothy Comingore jako Susan Alexander: początkowo kochanka Kane’a; później zostaje jego drugą żoną.
- Paul Stewart jako Raymond: cyniczny kamerdyner; towarzysz Kane’a w ostatnich latach jego życia.

W napisach końcowych widnieje informacja, że „większość aktorów jest nowicjuszami. Mercury Theathre jest dumne, że mogło ich Państwu przedstawić.”

## Nagrody
Opracowano na podstawie materiału źródłowego:
| Nagroda | Rok  | Kategoria |
| --- | ---- | --- |
| NYFCC | 1941 | najlepszy film |
| Nagroda Akademii Filmowej                                                                                              | 1942 | najlepszy scenariusz oryginalny – Orson Welles i Herman J. Mankiewicz                                                        |
| Nagroda Akademii Filmowej                                                                                              | 1942 | wybitny film – Orson Welles (nominacja)                                                                                      |
| Nagroda Akademii Filmowej                                                                                              | 1942 | najlepszy aktor pierwszoplanowy – Orson Welles (nominacja)                                                                   |
| Nagroda Akademii Filmowej                                                                                              | 1942 | najlepszy reżyser – Orson Welles (nominacja)                                                                                 |
| Nagroda Akademii Filmowej                                                                                              | 1942 | najlepsza muzyka w dramacie – Bernard Herrmann (nominacja)                                                                   |
| Nagroda Akademii Filmowej                                                                                              | 1942 | najlepsza scenografia (film czarno-biały) – A. Roland Fields, Darrell Silvera, Perry Ferguson, Van Nest Polglase (nominacja) |
| Nagroda Akademii Filmowej                                                                                              | 1942 | najlepsze zdjęcia (film czarno-biały) – Gregg Toland (nominacja)                                                             |
| Nagroda Akademii Filmowej                                                                                              | 1942 | najlepszy dźwięk – John Aalberg (RKO Radio Studio Sound Department) (nominacja)                                              |
| Nagroda Akademii Filmowej                                                                                              | 1942 | najlepszy montaż – Robert Wise (nominacja)                                                                                   |
| Lista 100 najlepszych amerykańskich filmów wszech czasów Amerykańskiego Instytutu Filmowego                            | 1998 | 1. miejsce |
| Lista 100 najlepszych kwestii filmowych wszech czasów Amerykańskiego Instytutu Filmowego                               | 2005 | 17. miejsce – Orson Welles jako Charles Foster Kane: „Rosebud.”                                                              |
| Lista 100 najlepszych amerykańskich filmów wszech czasów Amerykańskiego Instytutu Filmowego – edycja z okazji 10-lecia | 2007 | 1. miejsce |

## Odniesienia do filmu w kulturze i nauce
- O kulisach powstawania filmu traktuje film fabularny Obywatel Welles (1999) w reżyserii Benjamina Rossa.
- Odcinek serialu animowanego Przygód Animków, „Citizen Max” parodiuje fabułę filmu, a odpowiednikiem Kane’a jest Montana Max[15].
- Do tytułu filmu nawiązuje epitet gatunkowy opisanego w 2002 pająka Orsonwelles polites[16].
- Film The Room (2003) jest nierzadko nazywany Obywatelem Kane'em wśród najgorszych filmów[17].
- Mank (2020) – film fabularny o powstawaniu scenariusza filmu.
- Obywatelka Kane (2021) – spektakl Starego Teatru w Krakowie wyreżyserowany przez Wiktora Rubina[18].